# Дедечко, Денис Михайлович
Дени́с Миха́йлович Деде́чко (укр. Денис Михайлович Дедечко; 2 июля 1987, Киев, Украинская ССР, СССР) — украинский футболист, полузащитник.

## Карьера

### Клубная

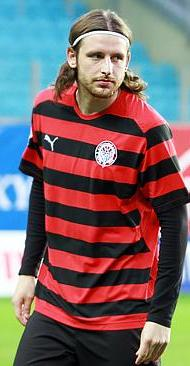
Денис Дедечко

Начинал футбольную карьеру в детской команде «Смена-Оболонь». В 2004 году был приглашён в киевское «Динамо-2», а 25 мая 2005 года дебютировал за основную команду в матче «Динамо» — «Волынь». Следующие полгода на правах аренды провёл в ахтырской команде «Нефтяник-Укрнафта», а впоследствии ещё год в российском клубе «Луч-Энергия», где стал лучшим бомбардиром, забив 9 мячей. В январе 2010 года Валерий Газзаев взял Дедечко на сбор «Динамо» в Израиле, но по возвращении в Киев футболист подписал контракт с пермским «Амкаром». Летом того же года перешёл в «Краснодар». Летом 2011 года расторг контракт и вернулся во Владивосток. Летом 2012 года перешёл в «Кривбасс». В мае 2013 года подписал двухлетний контракт с «Ворсклой». В июне 2015 года перешёл в «Астану», но уже в январе 2016 покинул клуб и подал заявление в Казахстанскую палату по разрешению споров с просьбой выплатить задолженность по зарплате за 3,5 месяца.
25 февраля 2016 года заключил контракт с клубом «Александрия», после окончания сезона покинул клуб.
20 июня 2016 года стал игроком клуба «СКА-Хабаровск» из российской Футбольной национальной лиги. 28 ноября 2016 года покинул клуб. 17 февраля 2017 вернулся в стан армейцев.
В конце декабря 2017 года заключил полугодичный контракт с клубом «Мариуполь». По окончании срока контракта покинул команду.
4 июня 2018 года во второй раз вернулся в хабаровский клуб, подписав соглашение на 1 год. Весной 2019 года снова играл за «Александрию», а летом того же года перешёл в ереванский «Арарат».
В 2022 году сезон отыграл в высшей лиге Эстонии за «Нарва-Транс». В феврале 2023 года заключил контракт с молдавским клубом «Зимбру».

### В сборной
Выступал за юношеские сборные Украины до 17 и до 19 лет, а также за молодёжную сборную до 21 года. В конце мая 2013 года впервые был вызван в стан национальной сборной Украины главным тренером Михаилом Фоменко на товарищеский матч против Камеруна 2 июня и встречу в рамках квалификации на чемпионат мира 2014 против Черногории 7 июня.

## Достижения
- Обладатель Суперкубка Украины: 2007
- Бронзовый призёр чемпионата Украины: 2018/19